# Francis Lee (4e baronnet)
Pour les articles homonymes, voir Francis Lee (homonymie) et Lee.
Francis Henry Lee, 4e baronnet (17 janvier 1639 - 4 décembre 1667) est un homme politique anglais qui siège à la Chambre des communes de 1660 à 1667.

## Biographie
Il est le fils de Francis Henry Lee, 2e baronnet de Quarrendon, Buckinghamshire , et de son épouse Anne St. John, fille de John St John (1er baronnet) de Lydiard Tregoze, future comtesse de Rochester. En 1659, il succède à son frère Henry comme baronnet.
En 1660, il est élu député de Malmesbury au Parlement Convention. Il est réélu député de Malmesbury en 1661 au Parlement Cavalier et siège jusqu'à sa mort en 1667.
Il vit à Ditchley Park, Oxfordshire, et est décédé à l'âge de 28 ans.
Il épouse Elizabeth Pope, fille de Thomas Pope (2e comte de Downe) (plus tard troisième épouse de Robert Bertie (3e comte de Lindsey)). Son fils Edward Lee (1er comte de Lichfield) lui succède et est plus tard anobli comme comte de Lichfield .